# Фонд Гиршфельда — Эдди

Логотип фонда

Фонд Гиршфельда — Эдди (нем. Hirschfeld-Eddy-Stiftung) — международная правозащитная организация, основанная в Берлине в июне 2007 года. Целью фонда является защита прав бисексуалов, геев, лесбиянок и трансгендеров.

## Название
Фонд назван в честь двух людей, многое сделавших для защиты прав бисексуалов, геев, лесбиянок и трансгендеров во всем мире: доктора Магнуса Гиршфельда (1868—1935), немецкого врача, сексолога, сексуального реформатора и правозащитника, и Фанниэнн Эдди (1974—2004), выдающейся защитнице прав геев и лесбиянок в Сьерра-Леоне, которая была зверски убита в 2004 году.

## Предыстория
Инициатива создания фонда исходила от Союза геев и лесбиянок Германии (LSVD). LSVD — одна из трёх организаций гомосексуалов, которым был официально присвоен консультативный статус при Организации Объединённых Наций в 2006 году. LSVD обеспечивает Фонду организационную поддержку.

## Цели, идеи и концепция Фонда
Целью существования Фонда является «воспитание в обществе уважения к правам лесбиянок, геев, би- и транссексуалов, внесение лепты в дело защиты прав человека на международном уровне, обеспечение активной поддержки правозащитникам, повышение уровня информированности общества, искоренение предрассудков»
Сочетание имён основателя движения за права геев в Германии и нашей современницы, правозащитницы и мученицы из Африки отражает тот факт, что борьба за права человека началась в Европе, но сегодня ведется на каждом континенте планеты.
Права геев, лесбиянок, би- и транссексуалов — глобальная проблема, затрагивающая универсальные общественные принципы. «Работа, начатая Магнусом Гиршфельдом, основавшим первую в мире организацию по защите прав гомосексуалов, теперь ведётся бесчисленным множеством людей на каждом континенте — часто эти люди подвергают себя серьёзному риску. Одной из целей Фонда Гиршфельд-Эдди является информирование общественности и противодействие угрозе, которой подвергаются правозащитники, с помощью международных информационных кампаний. Имя Фанниэнн Эдди символизирует отважную и опасную борьбу против угнетения — борьбу, которая часто ставит под угрозу жизни участвующих в ней людей».

## Члены совета учредителей
- Борис Баланецкий (Boris Balanetkii), Исполнительный директор Информационного центра «GenderDoc-M», Молдавия;
- Глория Кареага (Gloria Careaga), El Closet de Sor Juana, Мексика, член правления от Латинской Америки ILGA, Факультет Психологии Национального Автономного Университета Мексики (UNAM);
- Розана Фламер-Калдера (Rosanna Flamer-Caldera), Исполнительный директор «Земля равенства» (Equal Ground), Шри-Ланка и одна из генеральных секретарей ILGA;
- Мухсин Хендрикс (Muhsin Hendricks), Внутренний круг (The Inner Circle), Южная Африка, первый гей имам, не скрывающий своей сексуальной ориентации;
- Джой Матале (Joey Matale), член правления от ANZAPI (Aotearoa/Новая Зеландия, Австралия и Океания) ILGA, Ассоциация Тонга Леити;
- Джулиет Виктор Мукаса, (Juliet Viktor Mukasa), SMUG (сексуальные меньшинства Уганда);
- Деде Отомо (Dede Oetomo), основатель и распорядитель Гайя Нусантара (Gaya Nusantara), Индонезия;
- Аршам Парси (Arsham Parsi), Исполнительный директор, IRQO (Иранская организация нетрадиционных людей);
- Карлос Перера (Carlos Perera), Земля равенства, Фиджи;
- Белисса Пэрез (Belissa Andía Pérez), Институт Руна, Перу, член транс-секретариата, ILGA;
- Тони Рейс (Toni Reis), Президент ABGLT (Бразильская федерация LGBT).